# Samsung Galaxy J3 (2016)
Das Samsung Galaxy J3 (2016) ist ein Android-Smartphone des Herstellers Samsung Electronics und wurde am 6. Mai 2016 veröffentlicht.

## Spezifikationen

### Hardware
Das Galaxy J3 (2016) wird von einem Spreadtrum SC9830 SoC mit einer Quad-Core 1,5 GHz ARM Cortex-A7 CPU, einer ARM Mali-400 GPU mit 1,5 GB RAM und 32 GB internem Speicher angetrieben. Das J3 Pro verfügt über 2 GB RAM und 16 GB internen Speicher. Beide können per microSD-Karte auf bis zu 256 GB aufgerüstet werden.
Es verfügt über ein 5,0-Zoll-Super-AMOLED-Display mit einer HD-Ready-Auflösung. Die 8-MP-Rückkamera hat eine f/2.2-Blende. Die Frontkamera hat 5 MP, ebenfalls mit f/2.2 Blende.

### Software
Das J3 (2016) wird ursprünglich mit Android 5.1.1 „Lollipop“ oder 6.0.1 „Marshmallow“ und Samsungs TouchWiz-Benutzeroberfläche ausgeliefert. Es ist auf dem nordamerikanischen Modell auf Android 7.0 „Nougat“ aufrüstbar.